# La foule hurle
Ne doit pas être confondu avec The Crowd Roars (film, 1932).
Pour plus de détails, voir Fiche technique et Distribution.
La foule hurle est la version française réalisée par Jean Daumery et sortie en 1932, du film américain The Crowd Roars d'Howard Hawks - les deux films ont été tournés simultanément.

## Synopsis
La rivalité entre deux frères, tous deux pilotes automobiles, et que l'alcool et l'amour dressent l'un contre l'autre, prend fin le jour où ils sont tous les deux blessés lors d'une compétition.

## Fiche technique
- Réalisation : Jean Daumery (Howard Hawks pour les scènes de courses) et Richard Rosson (non crédité)
- Scénario : D'après une histoire d'Howard Hawks
- Adaptation : Seton I. Miller, Kubee Glassman, John Bright, Niven Busch
- Adaptation française, Dialogue : Paul d'Estournelle de Constant
- Photographie : Sidney Hickox
- Décors : Jack Okey
- Musique : Leo F. Forbstein
- Production : Warner Bros, First National
- Format :  Son mono - 35 mm - Noir et blanc - 1,37:1
- Genre : Film dramatique
- Durée : 81 minutes
- Dates de sortie : 
  - France : 6 septembre 1932 (Première présentation)[réf. nécessaire], et sortie nationale le 5 octobre 1932[1]
  - 11 octobre 1932[réf. nécessaire]
- Affiche : Joseph Koutachy (France)

## Distribution
- Jean Gabin : Joe Greer, coureur automobile
- Franck O'Neill : Eddie Greer, le frère
- Hélène Perdrière : Anne, la femme d'Eddie
- Francine Mussey : Lee Merrick, la maîtresse de Joe
- Henri Etievant : M. Greer
- Hélène Frédérique : Mme Spud
- Serjius : Mr Spud

## Autour du film
- Les scènes à grande figuration, scènes de courses et d'accidents sont empruntées à la version américaine.
- Il semblerait que ce soit l'unique film tourné par Hélène Frédérique[évasif]